# Кайсей (Канаґава)

35°20′11″ пн. ш. 139°7′24″ сх. д. / 35.33639° пн. ш. 139.12333° сх. д.
Кайсе́й (яп. 開成町, かいせいまち, МФА: [kai̯seː mat͡ɕi̥]) — містечко в Японії, в повіті Асіґара-Камі префектури Канаґава. Станом на 1 квітня 2009 площа містечка становила 6,56 км². Станом на 1 липня 2011 населення містечка становило 16 389 осіб.